# Aleuritopteris subdimorpha
Aleuritopteris subdimorpha är en kantbräkenväxtart som först beskrevs av C. B. Cl. och Bak., och fick sitt nu gällande namn av Fraser-jenk. Aleuritopteris subdimorpha ingår i släktet Aleuritopteris och familjen Pteridaceae. Inga underarter finns listade.